# Xylota filipjevi
Xylota filipjevi är en tvåvingeart som först beskrevs av Stackelberg 1952.  Xylota filipjevi ingår i släktet vedblomflugor, och familjen blomflugor. Inga underarter finns listade i Catalogue of Life.